# Іріє Сена
Сена Іріє (яп. 入江 聖奈; нар. 9 жовтня 2000) — японська боксерка, олімпійська чемпіонка 2020 року, чемпіонка світу.

## Любительська кар'єра
Чемпіонат світу 2019
- 1/32 фіналу:Перемогла Саті Бурку (Туреччина) - 5-0
- 1/16 фіналу:Перемогла Леонелу Санчес (Аргентина) - 4-1
- 1/4 фіналу:Програла Несті Петесіо (Філіппіни) - 1-4

Олімпійські ігри 2020
- 1/16 фіналу:Перемогла Ямілет Солорзано (Сальвадор) - 5-0
- 1/8 фіналу:Перемогла Халуд Хлімі (Туніс) - 5-0
- 1/4 фіналу:Перемогла Марію Нихиту (Румунія) - 3-2
- 1/2 фіналу:Перемогла Каррісс Артінгстол (Велика Британія) - 3-2
- Фінал:Перемогла Несті Петесіо (Філіппіни) - 5-0